# Alyona Alyona
Alyona Alyona, születési nevén: Aljona Olehivna Szavranenko, cirill betűkkel Альо́на Олегівна Савране́нко (Kapitanivka, 1991. június 14. –) ukrán rapper és zeneszerző. Jerry Heillel közösen ők képviselték Ukrajnát a 2024-es Eurovíziós Dalfesztiválon, Malmőben, a Teresa & Maria című dallal.

## Magánélete
Aljona a városi jellegű Kapitanivka településen született, Kirovohradi területen található Novomirhorodi járásban. Két főiskolai diplomával rendelkezik, amelyek közül az egyiket a perejaszlavi Gregory Skovoroda Állami Pedagógiai Egyetemen szerzett. Mielőtt rappelt volna, pedagógusként dolgozott a Kijevi területen található Barisivka Teremok óvodájában. Ezután a szomszédos Dernivka óvodáját vezette. Savranenko összesen négy évig dolgozott óvodákban, majd miután népszerűvé vált, otthagyta ezt a munkát.

## Életpályája
Alyona Alyona a 2000-es évek közepén kezdett rap zenéket írni, többszöri kísérlettel, hogy szélesebb minél közönséget érjen el. A művészneve eleinte Alyona Al.kaida volt.
Jelenlegi művésznevén, Alyona Alyonaként 2018 októberében adta ki az első videoklipjét a Rybky című dalhoz. Október 24-én kiadta ugyanabból a dalból a második videoklipet, ezúttal profi rendezéssel. November 12-én megjelent a "Holovy" című dalhoz készült videoklipje, amely az első hónapban egymillió megtekintést ért el a YouTubeon. Ezt követte még két videoklip, a Vidchyniai november 30-án és Zalyshaiu svii dim decemberben. Ez utóbbi szimbolikusan ábrázolja a művészt, aki elhagyja szülővárosát, Barisivkát.
2019 januárjában, a Petro Porosenko elnököt érintő politikai botrány kellős közepén Alyona Alyona kiadta az Obitsianky (magyarul: Ígéretek) című dalát. Ugyanebben az évben, április 8-án Alyona Alyona kiadta első albumát Pushka címmel, valamint a címadó dalhoz tartozó videoklipet. Az albumon négy korábban kiadott dal is hallható, valamint kilenc új szerzemény található, köztük a Padlo, melyet Alina Pash-sal közösen készített el. Aljonát a Vogue ahavi számában "Ukrajna legvalószínűtlenebb rapsztárjaként" dicsérték.
2019 augusztusában fellépett Budapesten a Sziget Fesztiválon. Decemberében ő írta a Vilna című dal dalszövegét, ami Tina Karol és Julia Sanina előadásában a Viddana című ukrán játékfilm betétdala volt. 2020. február 7-én leszerződött a lengyel Def Jam Polska kiadóhoz. 2021. január 15-én Alyona Alyona megnyerte a Public Choice Award díjat a Music Moves Europe Talent Awards versenyen. Ebben az évben az Eurovíziós Dalfesztivál ukrán szakmai zsűrijének tagja volt.
2023. november 17-én a Szuszpilne bejelentette, hogy a rapper Jerry Heillel közösen résztvevője lesz a 2024-es Vidbir nemzeti válogatónak. Teresa & Maria című versenydalukkal megnyerték a február 3-án rendezett döntőt, ahol a szakmai zsűri, valamint közönség pontjai alakították ki a végeredményt, így ők képviselhették hazájukat az Eurovíziós Dalfesztiválon. A verseny május 7-én rendezett első elődöntőjéből második helyezettként jutottak tovább a döntőbe, ahol a harmadik helyen végeztek.

## Diszkográfia

### Albumok
- V khati MA (2019)
- Pushka (2019)
- Galas (2021)

### Dalok
- Holovy (2018)
- Vidchyniai (2018)
- Zalyshaiu svii dim (2018)

### Közreműködések
- Hory (2019, a Kalush-sal közösen)[26]
- Zhali (2020, Jamalával közösen)
- Dancer (2020, Vladimir Cauchemarral közösen)
- Ultrabeat (2021, a Space of Variations-szel közösen)[27]
- Teresa & Maria (2024, Jerry Heillel közösen)

## Fordítás
- Ez a szócikk részben vagy egészben  az   Alyona Alyona című angol Wikipédia-szócikk fordításán alapul.  Az eredeti cikk szerkesztőit annak laptörténete sorolja fel. Ez a jelzés csupán a megfogalmazás eredetét és a szerzői jogokat jelzi, nem szolgál a cikkben szereplő információk forrásmegjelöléseként.